# Gerasim Grigorjevič Izmajlov
Gerasim Grigorjevič Izmajlov, rusky Герасим Григорьевич Измайлов (před rokem 1745? Jakutsk – po roce 1795 Ochotsk?) byl ruský obchodník, mořeplavec a průzkumník Kamčatky, severního Pacifiku a Aljašky.

## Život
Narodil se v Jakutsku, vzdělání získal v irkutské nebo ochotské navigační škole s Dmitrijem Ivanovičem Bočarovem, který byl jeho dlouholetým přítelem a obchodním společníkem. V roce 1771 se připletl v kamčatském Bolšerecku k nepokojům, který vyvolal Móric Beňovský, který byl na Kamčatce intervenován. K Beňovskému se přidali i další vězni a také někteří Rusové, mezi nimiž byl i jeho přítel Bočarov. Izmajlov jako jeden z mála Rusů zůstal nestranný. Odmítl se přidat na stranu vzbouřenců, ale také nezasahoval proti vzpouře. Vzbouřenci ho uvěznili v naději, že se k nim přidá, stejně jako jeho společník Bočarov. Izmajlov se i přes nátlak a sliby odmítal přidat ke vzbouřencům, podařilo se mu dokonce utéct z lodi vzbouřenců na galeotu Svatý Pavel, ale byl pod nátlakem vydán zpět vzbouřencům do zajetí. Beňovský ho nařídil pro výstrahu zbičovat a posléze ho vysadil na neobydleném ostrově Simušir, kde Izmajlov přežil celý rok tím, že se živil hřebenatkami, trávou a kořínky než byl zachráněn výběrčími jasaku.
Po záchraně byl převezen do Irkutsku, kde byl až do roku 1774 vyšetřován jako účastník Beňovského vzpoury. V roce 1774 byl všech obvinění zbaven a vrátil se na Kamčatku.
V letech 1775–1781 velel lodi Sv. Pavel, s niž se zúčastnil loveckých a průzkumných výprav na Aleutské ostrovy. Také se věnoval kartografii, neustále studoval a doplňoval námořní mapy. V říjnu 1778 se na Unalašce dvakrát setkal s kapitánem Jamesem Cookem, který velmi ocenil jeho navigační a kartografické schopnosti. Izmajlov a Cook si navzájem vyměnili mapy svých objevů, Izmajlov opravil řadu chyb v mapách sestavených Cookem, překreslil některé ostrovy a pobřeží a umožnil Cookovi překreslit si ruské mapy Ochotského a Beringova moře. Izmajlov také Cookovi vysvětlil, že v Petropavlovsku jsou zásoby potravin vzácné a velmi drahé, Cooka to odradilo od plavby do sféry ruského vlivu a Cookova mapa amerického pobřeží v budoucnosti motivovala Potapa Zajkova a Jevstratije Delarova k objevným plavbám do Čugačského zálivu. James Cook také požádal Izmajlova o zaslání dopisu britské admiralitě s přiloženou mapou severoamerického pobřeží. Dopis šel z Petropavlovsku přes Irkutsk, Tobolsk, Moskvu a Petrohrad, do Londýna došel za rok a půl. Izmajlov Cookovi napsal doporučující dopis pro kamčatské úřady. Když se v roce 1781 vrátil do Ochotsku, přivezl kožešiny z mořských vyder a polárních lišek v hodnotě 172 020 rublů.
V letech 1783–1786 velel galeotě Tři světci s niž se společně s Šelechovem a Dmitrijem Bočarovem přeplavil z Ochotsku na ostrov Kodiak, kde založili první osadu Ruské Ameriky. V roce 1789 na galeotě Svatý Šimon mapoval pobřeží aljašského poloostrova Kenaj. Na konci plavby vytvořil podrobnou mapu Aleutských ostrovů a amerického pobřeží. Byl prvním Evropanem, který pozoroval a popsal medvěda kodiaka, největšího medvěda světa.
V roce 1792 v Čugačském zálivu spolu s vůdcem Ruské Ameriky Alexandrem Baranovem zaútočil na Tlingity. V letech 1792–1793 se plavil v severní části Beringova moře. V srpnu 1793 vyplul z Kodiaku do Ochotsku, ale kvůli naléhavým opravám zchátralé lodi musel přezimovat na ostrově Unalaška, kde objevil ztroskotanou posádku lodě Jana Křtitele, která byla od roku 1791 pohřešována. Zachránil ruské námořníky a v červnu 1794 dorazil do Ochotsku.
Poslední dochovaný záznam o Izmajlovi je z roku 1795, kdy vyplul z Ochotsku do Ameriky, aby tam odvezl ruské misionáře v čele s biskupem Joasafem. Předpokládá se, že zemřel v Ochotsku.

## Gerasim Izmajlov v umění
- Nikolaj Smirnov: Říše slunce (1928, Государство Солнца), dobrodružný historický román pro mládež, česky Albatros, Praha 1976
- Desider Galský: Král Madagaskaru (1967), dobrodružný historický román pro mládež, česky Albatros, Praha 1967